# Gaston Rocquemaurel
Pour les autres membres de la famille, voir Maison de Roquemaurel.
Louis François Gaston Marie Auguste Rocquemaurel, également nommé de Roquemaurel, est un officier de marine, explorateur et ethnologue français, né le 21 septembre 1804 (quatrième jour complémentaire de l'an XII de la République), à Toulouse où il est mort le 1er avril 1878.

## Biographie
Gaston Rocquemaurel est le fils aîné de Jean Jacques François Roquemaurel, un officier de cavalerie au service de l'Espagne, et de Marie Marguerite Victoire de Bonne, une descendante de François de Bonne. Son père décède alors qu'il n'a que six ans en octobre 1810 ainsi que ses deux frères cadets en 1810 et 1811, laissant Gaston Rocquemaurel seul avec sa mère. C'est alors son oncle par alliance, Jean-Pierre Marcassus de Puymaurin, qui prend son éducation en main. Gaston Rocquemaurel entre au collège d'Auch puis au collège royal de Toulouse en bénéficiant d'une place gratuite. Il y prépare le concours d'entrée à l'École polytechnique où il est reçu en 1823. Il est de la même promotion, entre autres, que l'économiste Michel Chevalier. Il sort de l'école en 1825 et entre dans la carrière d'officier de marine, ce qui est rendu possible par une ordonnance du roi Charles X du 19 avril 1822.
Sa première affectation, comme élève officier, se fait sur la corvette l'Egérie, stationnée au port de Toulon. Pendant douze ans, Gaston Rocquemaurel effectue des missions en Méditerranée. Il participe notamment à l'expédition d'Alger (1830) comme enseigne de vaisseau sur le Ducouëdic puis sur le Grenadier. En 1834, il est promu lieutenant de vaisseau et en 1837 il est nommé second de Jules Dumont d'Urville à bord de l'Astrolabe, pour la seconde expédition Dumont d'Urville autour du monde. Le deuxième navire de cette expédition était la Zélée, commandée par Charles Hector Jacquinot, avec qui Gaston Rocquemaurel a servi lors de l'expédition d'Alger. En tant que second du commandant, Gaston Rocquemaurel tient le journal de bord de l'expédition, qui dura du 7 septembre 1837 au 6 novembre 1840. Un cap de la Terre Adélie, nouvellement découverte fut nommé Roquemaurel en sa mémoire. C’est aussi lui qui sauva le navire à trois reprises lorsque Dumont d’Urville était dans l’incapacité de commander. De retour en 1841, Gaston Rocquemaurel est fait chevalier de la Légion d'honneur et capitaine de frégate. Il rédige alors son propre projet d'expédition autour du monde mais celui-ci est rejeté.
Après la révolution de 1848, Gaston Rocquemaurel est présenté au nouveau ministre de la Marine, François Arago qui a aussi été son professeur à Polytechnique. Celui-ci le nomme directeur du bureau des mouvements et de la correspondance générale, c'est-à-dire directeur du cabinet du ministre, un poste nouvellement créé. Le 22 juillet 1848, le nouveau ministre de la Marine, Raymond Verninac Saint-Maur, en fait le directeur du Personnel du ministère avec le grade de capitaine de vaisseau. Gaston Rocquemaurel démissionne le 12 janvier 1849, après l'élection de Louis-Napoléon Bonaparte comme président de la République, et retourne à un service actif dans la Marine.
Le 21 février 1850, il est nommé commandant de la corvette la Capricieuse et il reçoit pour mission d'occuper la station navale de la mer de Chine. Il obtient de passer par le Cap Horn et l'océan Pacifique pour atteindre son stationnement. Il fait ainsi escale aux îles Gambier, à Tahiti, et à Ualan où il fait mesurer avec précision un méridien astronomique qui servira aux futures navigations. Pour cela, Gaston Rocquemaurel s'est adjoint les services de l'astronome Amédée Mouchez qui faisait déjà partie de l'expédition Dumont d'Urville. Il profite également de son stationnement en mer de Chine pour explorer et cartographier les côtes peu connues de Corée, de Sibérie, du Japon,afin de combler des blancs laissés sur les cartes depuis Lapérouse. La Capricieuse s'acquitte de sa mission malgré de sérieux problèmes politiques rencontrés en Chine. Elle rentre à Toulon le 15 mars 1854, après avoir emprunté pour le retour la route du Cap de Bonne-Espérance, réalisant ainsi une circumnavigation, considérée comme la dernière de la marine à voile française.
Malgré la réussite de sa mission, Gaston Rocquemaurel n'obtient ni reconnaissance, ni récompense, ni promotion. Après un court congé obtenu pour maladie (il est asthmatique), il se voit confier le commandement d'un navire-transport pendant la guerre de Crimée. Il est débarqué définitivement en juin 1856 et obtient ses droits à la retraite en août 1862.

## Muséum de Toulouse
Il se retire alors à Toulouse, où il entre à l'Académie des Jeux floraux comme mainteneur. Au cours de ses voyages, Gaston Rocquemaurel a constitué une importante collection d'objets ethnologiques et d'histoire dont il fait don à la ville de Toulouse à deux reprises, en 1841 et 1854. Les objets ethnologiques, notamment ceux originaires des îles du Pacifique, connaissent de nombreux déplacements entre le musée des Augustins, le Muséum d'histoire naturelle et le musée d'Art décoratif ancien et exotique (dans l'ancien collège Saint-Raymond) avant d'être transférés définitivement en 1922 au muséum. Au cours de ces déplacement, les objets d'origine asiatique sont séparés de ceux provenant des îles du Pacifiques. La collection asiatique est aujourd'hui conservée au musée Georges-Labit. La collection d'histoire naturelle, elle, est toujours restée au Muséum de Toulouse. Gaston Rocquemaurel est d'ailleurs à l'origine des collections de malacologie exotique de ce même musée. 

## Débat sur l'orthographe du nom Rocquemaurel
Le nom de Gaston Rocquemaurel peut être source de confusion en raison des nombreuses formes orthographiques existantes. L’acte de naissance de Gaston Rocquemaurel ainsi que dans le dossier personnel des archives de la Marine mentionnent l’orthographe « Roquemaurel », tandis que sur son acte de décès il est écrit « Rocquemaurel ». Tous les recueils de l’Académie des Jeux floraux indiquent le nom « de Rocquemaurel ». Quant au muséum de Toulouse, il utilise aujourd’hui l’orthographe « de Roquemaurel ». Les différentes formes se retrouvent ainsi dans les diverses archives et publications actuelles. 
Toutefois, en mars 1848, Gaston Rocquemaurel demanda au tribunal civil de Toulouse la rectification de son acte de naissance pour que son nom soit bien écrit « Rocquemaurel ». Il justifie cette demande par l’usage, indiquant que dans sa famille son nom fut toujours écrit de cette façon et qu’il s’agit donc d’une erreur dans l’acte de naissance. Le tribunal lui donna raison le 21 mars 1848 et la mention de rectification figure bien en marge de l’acte de naissance dans le registre de l’état civil tel qu’ordonné par le tribunal. Le président de la Société de Géographie de Toulouse ajoute que c’est également sous le nom « Rocquemaurel » que Gaston Rocquemaurel signa jusqu’à la fin de sa vie, y compris dans son testament.

## Honneurs
- Le Cap Roquemaurel  (63°33'00.0"S 58°56'00.0"W) est un promontoire rocheux de l'Antarctique de premier plan sur le côté Est de l'entrée de la baie des os, sur le côté nord de la péninsule Trinity.
- En 1950, et jusqu'à la rénovation du Muséum en 2008, la galerie consacrée à l'ethnographie asiatique et océanienne du Muséum de Toulouse est nommée "Galerie de Roquemaurel" car il est le premier donateur du riche fonds ethnologique du Muséum.
- Le 12 avril 1947, le conseil municipal de la ville de Toulouse donna son nom à l'ancien chemin de Tournefeuille. L’impasse Roquemaurel en 1987, puis en 1996, le passage Roquemaurel lui furent annexés[12].

## Collection ethnologique

### Îles Fidji

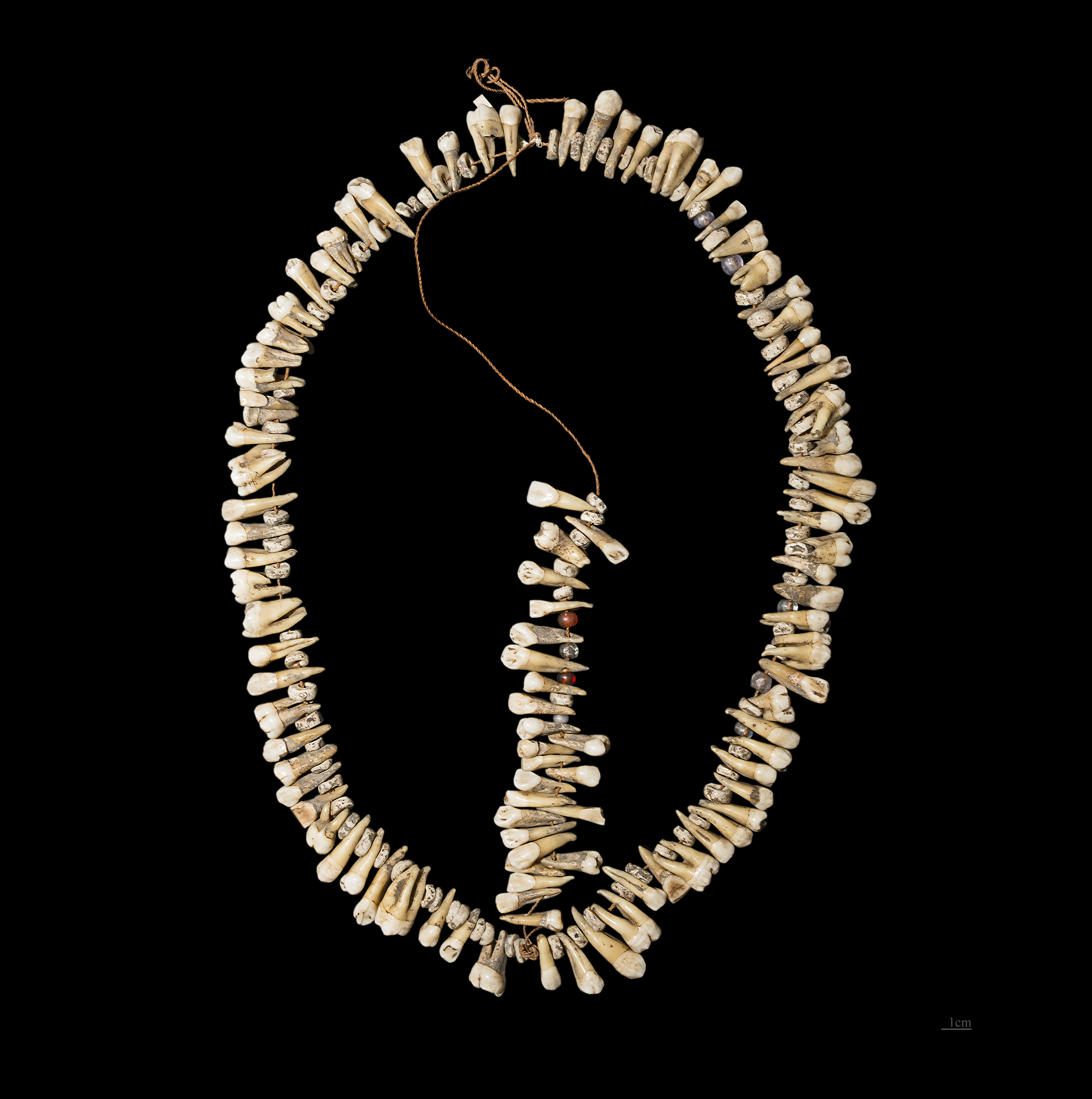
Trophée de guerre constitué de dents humaines - Fidji
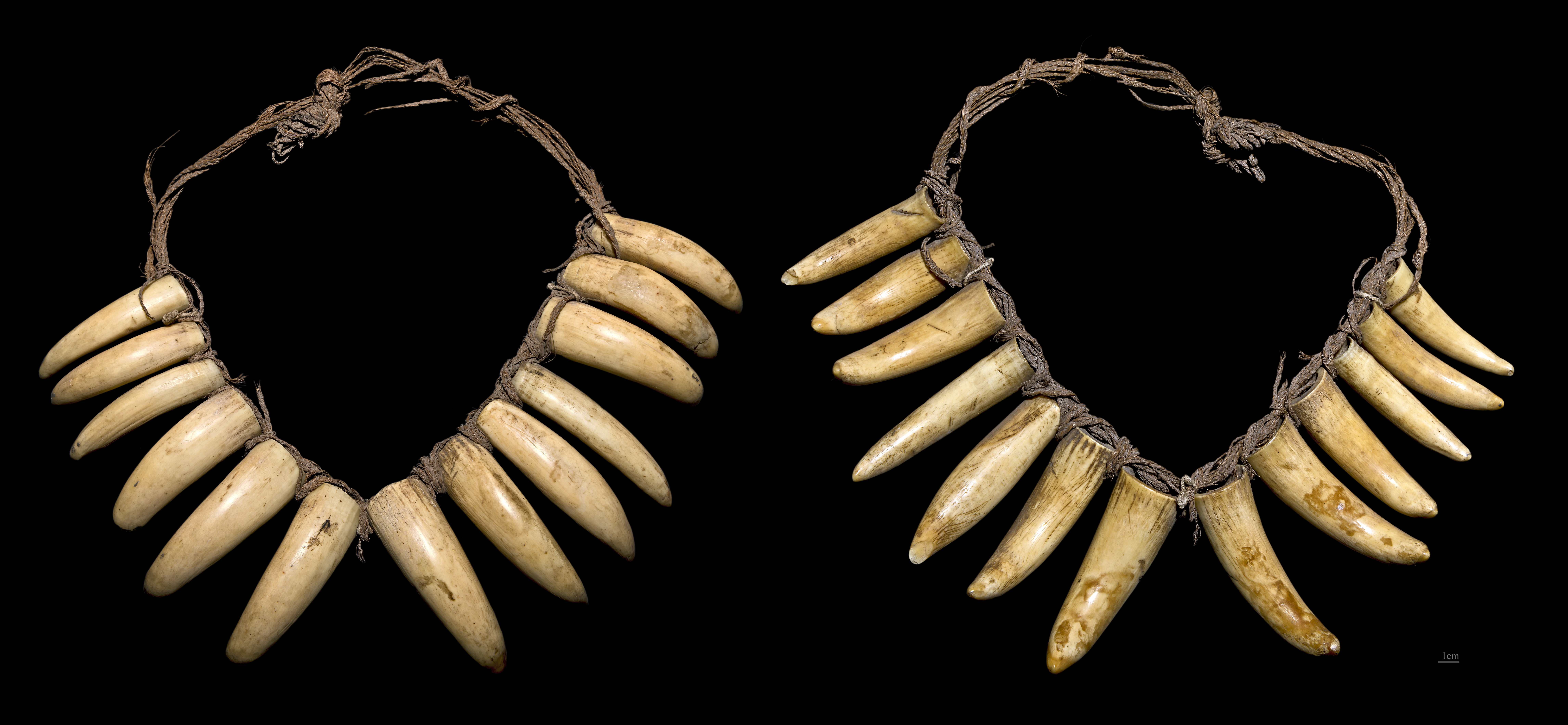
Collier de dents de cachalot - Fidji
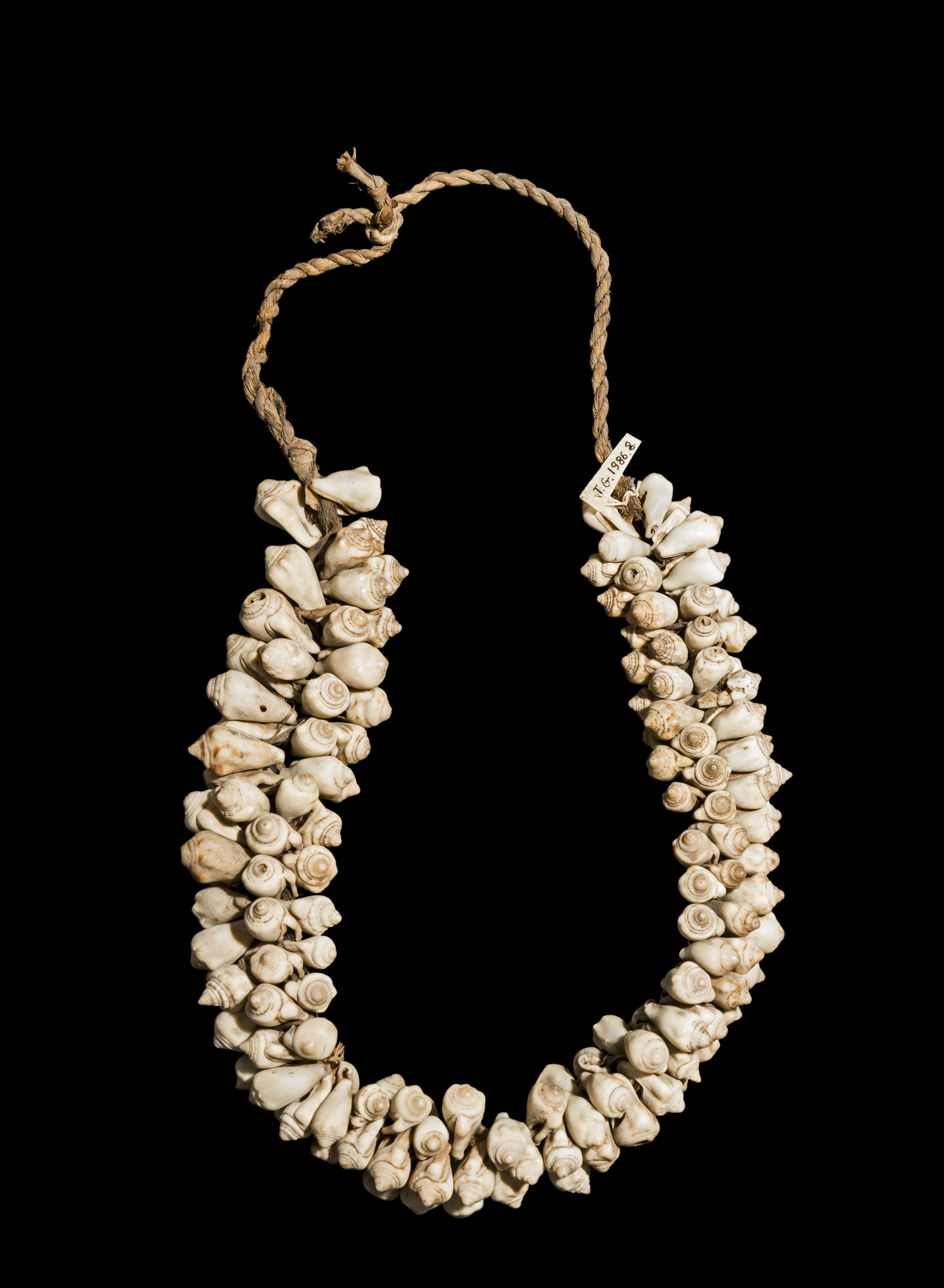
Collier de coquillage Viti Levu 1838
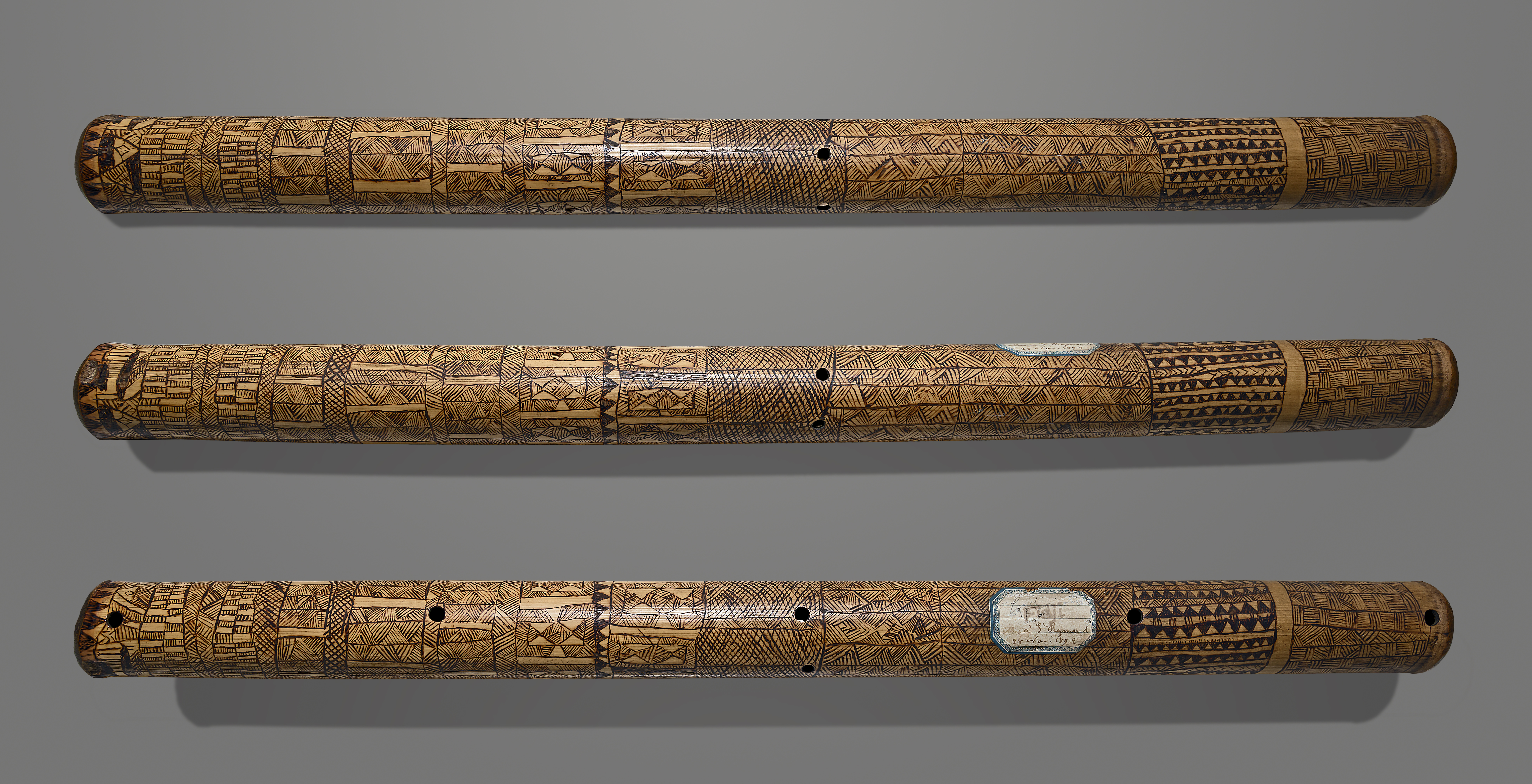
Flûte nasale Viti Levu 1838

### Salomon

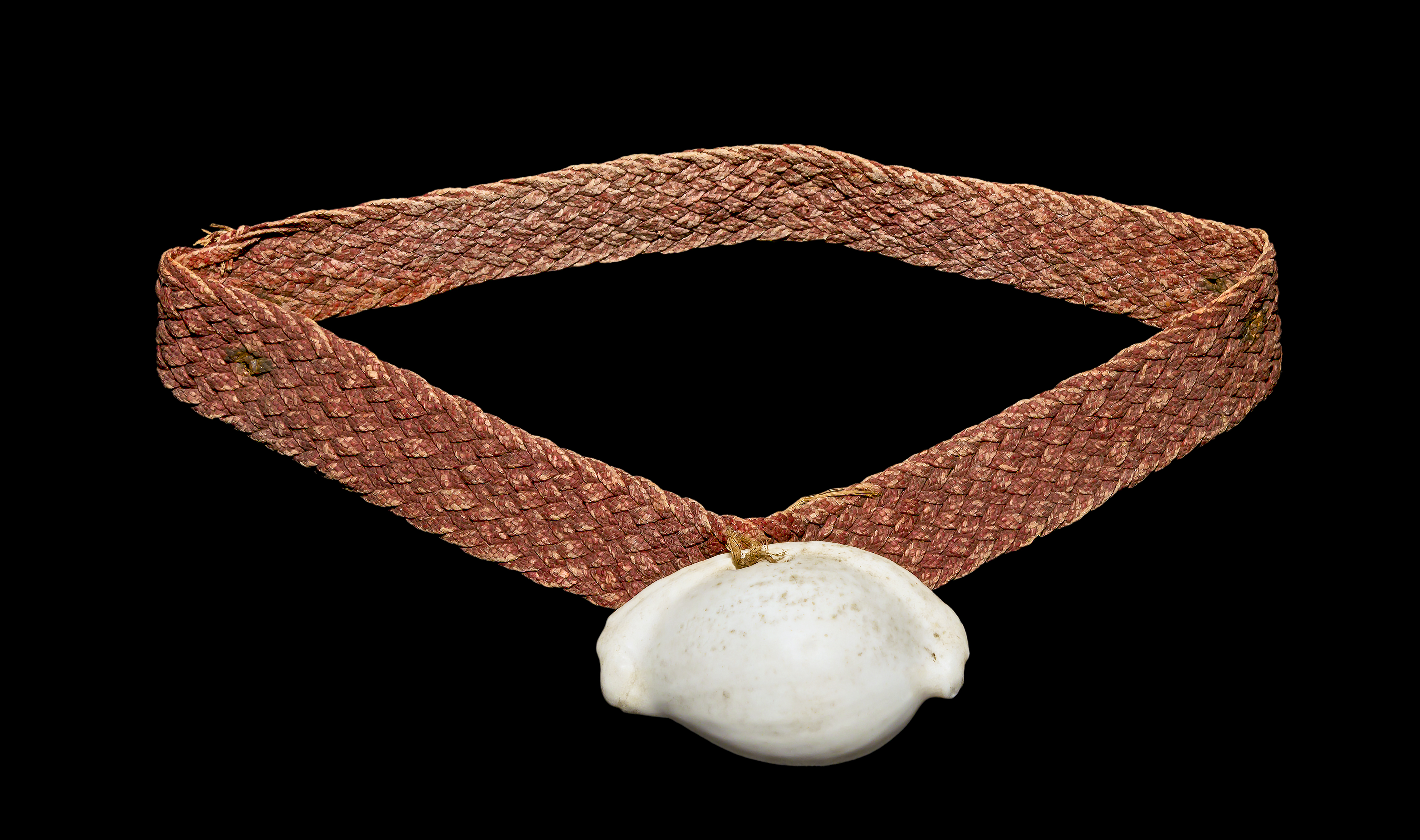
Bandeau avec une porcelaine Salomon
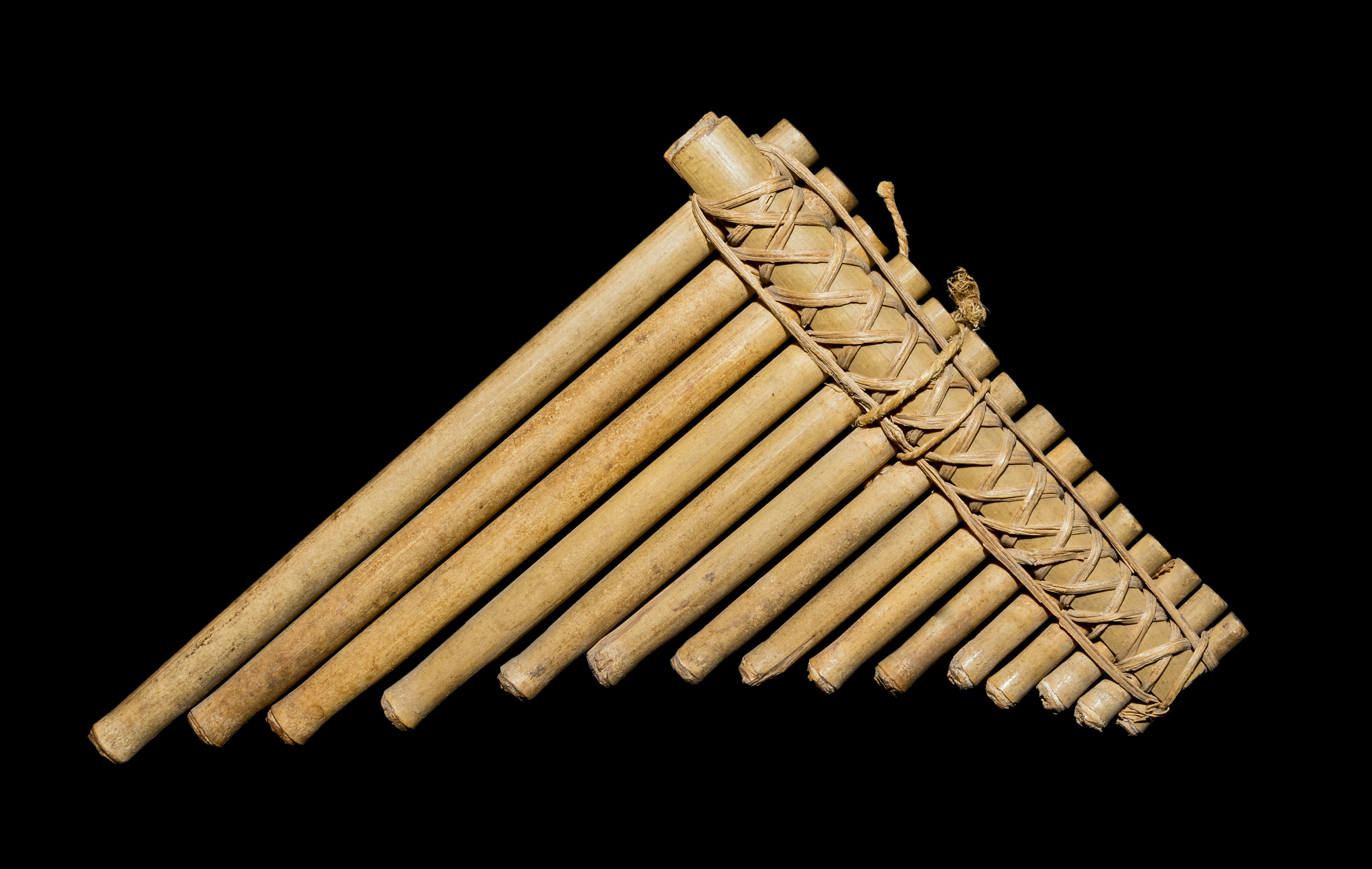
Flute de Pan Salomon
Récipient en bois Salomon
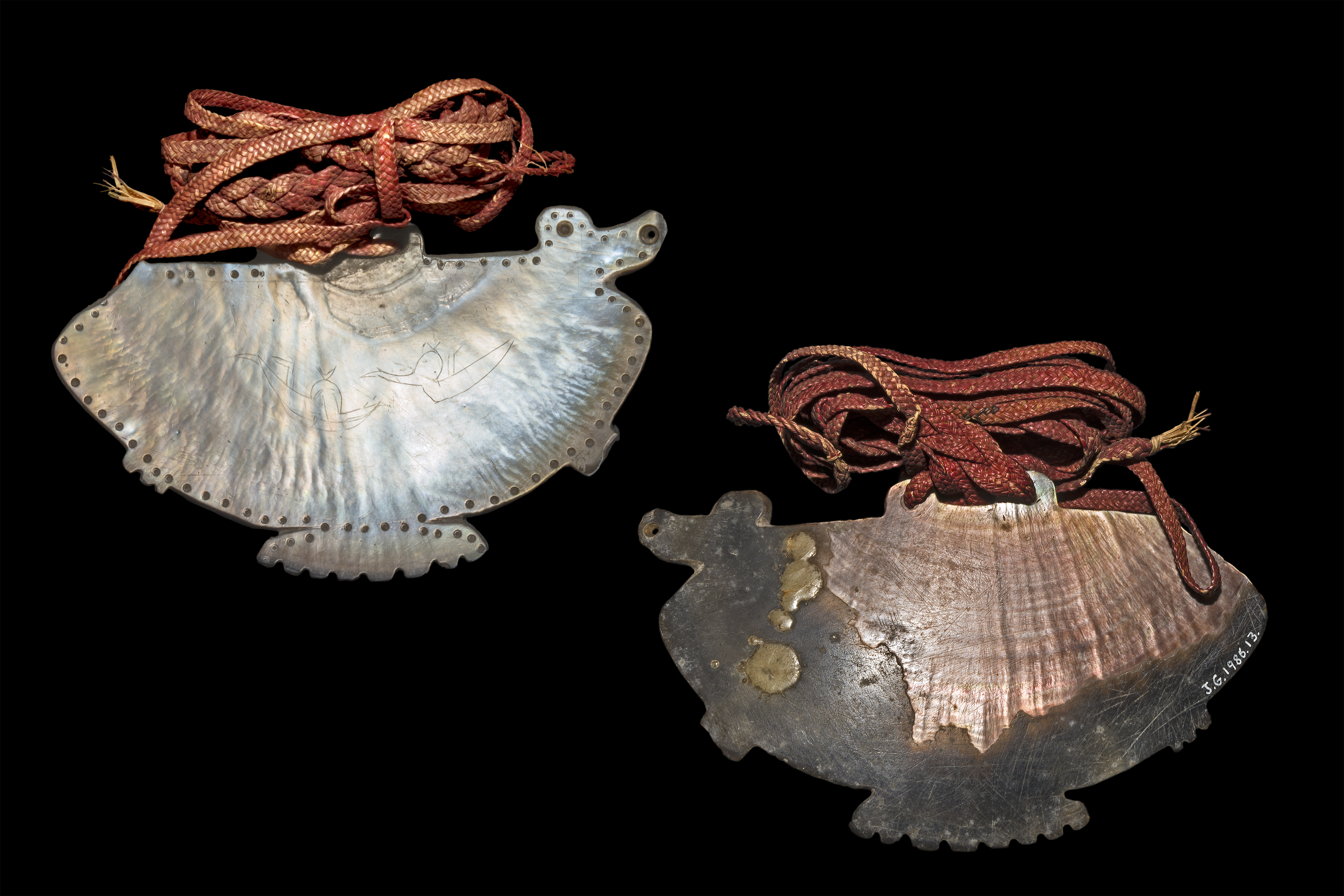
Pendentif en nacre Salomon

## Collection de malacologie et de minéralogie

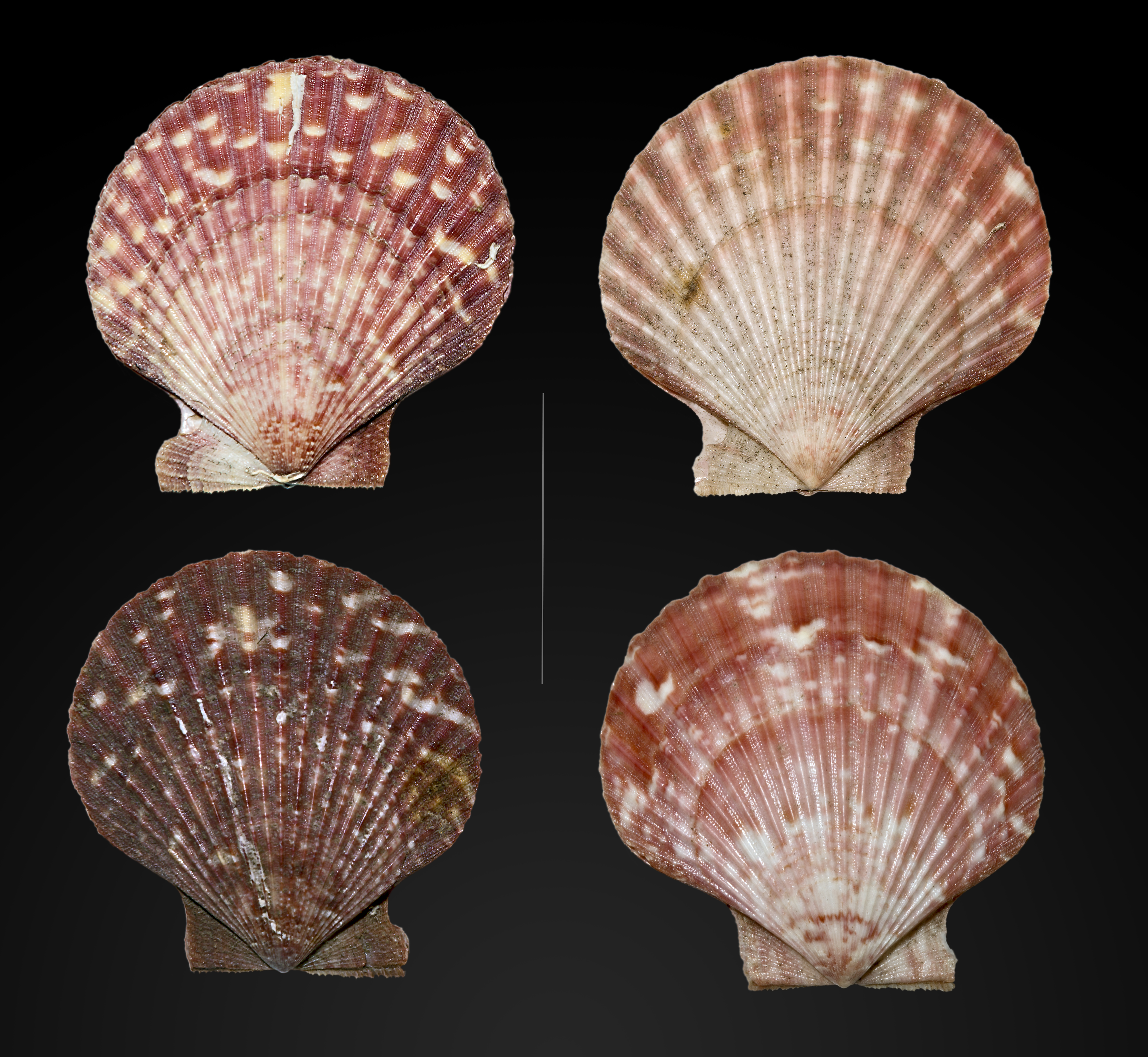
Aequipecten opercularis Méditerranée
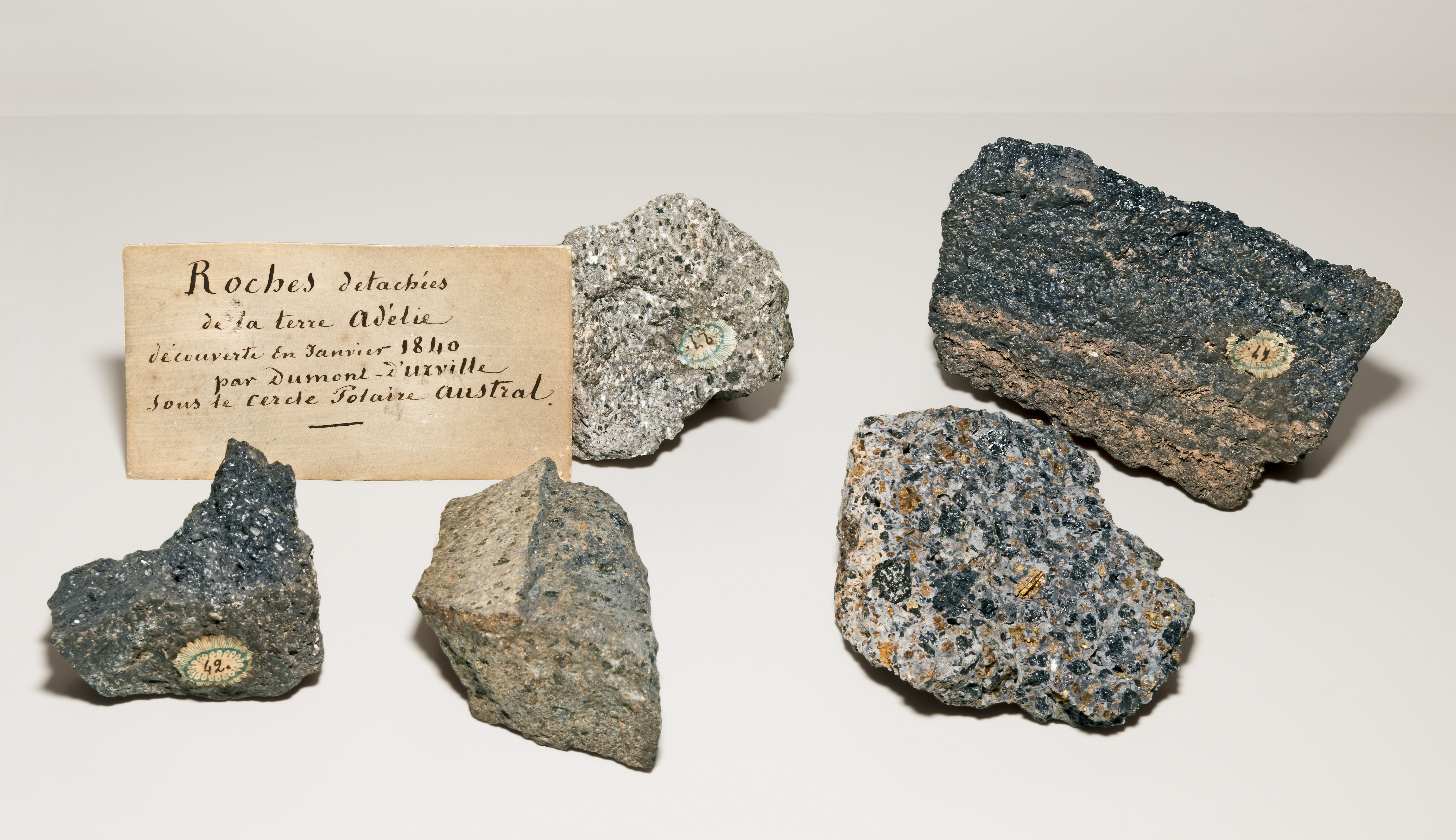
Roches de la Terre Adélie MHNT